# 34470 Chouruihua
34470 Chouruihua è un asteroide della fascia principale. Scoperto nel 2000, presenta un'orbita caratterizzata da un semiasse maggiore pari a 3,0710691 au e da un'eccentricità di 0,0632600, inclinata di 9,03884° rispetto all'eclittica.